# Панихида (рассказ)
Панихи́да — рассказ А. П. Чехова. Написан в 1886 году, впервые опубликован в газете «Новое время» № 3581 15 февраля 1886 года.

## Публикации
Рассказ был впервые опубликован в газете Новое время № 3581 15 февраля 1886 года в разделе «Субботники» с подписью: Ан. Чехов.
С небольшими изменениями рассказ был напечатал в 1887 году в сборнике рассказов «В сумерках». С незначительными изменениями был включен автором в третий том его собрания сочинений, изданных Адольфом Марксом в 1899—1901 годах.
При жизни Чехова рассказ был переведен на венгерский, немецкий, румынский, сербскохорватский и финский языки.

## Фон
Чехов, для которого это была первая публикация в «Новом времени», ранее подписывался своим обычным псевдонимом А. Чехонте. 27 (14 по старому стилю) февраля он получил телеграмму из газеты с просьбой опубликовать рассказ с настоящим именем автора. А. С. Лазарев-Грузинский писал в своих мемуарах: «Чехов дал разрешение, но пожалел об этом, потому что он собирался публиковать кое-что в медицинских журналах и держал свою настоящую фамилию для серьёзных статей».
Отвечая на письмо Суворина, Чехов написал 6 марта (21 февраля по ст. стилю): «Благодарю Вас за лестный отзыв о моих работах и за скорое напечатание рассказа ‹…› Ваше мнение о выброшенном конце моего рассказа я разделяю и благодарю за полезное указание. Работаю я уже шесть лет, но Вы первый, который не затруднились указанием и мотивировкой».
Рукопись рассказа была утеряна, сохранилась версия, напечатанная в Новом времени.

## Сюжет
Лавочник Андрей Андреевич зашёл в местную сельскую церковь Одигитриевской Божией матери помолиться за новопреставленную дочь Марию. Там его пожурил священник за написание в поминальной записке слова «блудница». Дочь лавочника была известной актрисой, и отец не понимал, почему священнослужитель ругает его за использованное слово. Молитвы пробудили у Андрея Андреевича воспоминания о своей красивой, чувствительной и умной дочери, но поскольку она была «актёркой», то по его разумению использованное слово было вполне уместно.
За это слово его осудил даже дьякон: «Наложить бы на тебя эпитимию, так перестал бы умствовать! Твоя дочь известная артистка была. Про её кончину даже в газетах печатали… Филозоф!».